# Сан-Фелис-ду-Токантинс
Сан-Фелис-ду-Токантинс (порт. São Félix do Tocantins) — муниципалитет в Бразилии, входит в штат Токантинс. Составная часть мезорегиона Восточный Токантинс. Входит в экономико-статистический микрорегион Жалапан. Население составляет  1 437 человек на 2010 год. Занимает площадь 1 908,678 км². Плотность населения — 0,75 чел./км².

## Демография
Согласно сведениям, собранным в ходе переписи 2010 г. Национальным институтом географии и статистики (IBGE), население муниципалитета составляет:
| Полное население                               | Полное население                               | Полное население                               | Полное население                               | 1 437 |
| ---------------------------------------------- | ---------------------------------------------- | ---------------------------------------------- | ---------------------------------------------- | ----- |
| в том числе:                                   | Городское население                            | 931                                            | Процент городского населения, %                | 64,79 |
|                                                | Сельское население                             | 506                                            | Процент сельского населения, %                 | 35,21 |
|                                                | Мужское население                              | 770                                            | Процент мужского населения, %                  | 53,58 |
|                                                | Женское население                              | 667                                            | Процент женского населения, %                  | 46,42 |
| Плотность населения, чел/км²                   | Плотность населения, чел/км²                   | Плотность населения, чел/км²                   | Плотность населения, чел/км²                   | 0,75  |
| Население муниципалитета в % к населению штата | Население муниципалитета в % к населению штата | Население муниципалитета в % к населению штата | Население муниципалитета в % к населению штата | 0,10  |

По данным оценки 2016 года население муниципалитета составляет 1 545 жителей.

## Статистика
- Валовой внутренний продукт на 2003 составляет 2.354.722,00 реалов (данные: Бразильский институт географии и статистики).
- Валовой внутренний продукт на душу населения на 2003 составляет 1.629,57 реалов (данные: Бразильский институт географии и статистики).
- Индекс развития человеческого потенциала на 2000 составляет 0,611 (данные: Программа развития ООН).

## Важнейшие населенные пункты
| № | Населённый пункт       | Населённый пункт (порт.) | Категория | Население чел. (2010) | На карте                        |
| - | ---------------------- | ------------------------ | --------- | --------------------- | ------------------------------- |
| 1 | Сан-Фелис-ду-Токантинс | São Félix do Tocantins   | город     | 931                   | 10°10′04″ ю. ш. 46°39′37″ з. д. |
| 2 | Прата                  | Prata                    | поселок   | 29                    | 10°08′29″ ю. ш. 46°29′56″ з. д. |